# Kiz
Kiz was een Duitse band uit de NDW-periode (1981-1984). Hun bekendste hit was "Die Sennerin vom Königsee" uit 1982. De plaat werd begin 1983 uitsluitend in het Duitse taalgebied (Duitsland, Oostenrijk en Zwitserland) een top 3 hit.
In Nederland werd de plaat begin 1983 regelmatig gedraaid op Hilversum 3. Desondanks werd er géén notering behaald in de destijds drie landelijke hitlijsten op de nationale publieke popzender (de Nederlandse Top 40, Nationale Hitparade en de TROS Top 50). Ook in de Europese hitlijst op Hilversum 3, de TROS Europarade, werd géén notering behaald.
Ook in België werd géén notering behaald in zowel de voorloper van de Vlaamse Ultratop 50 als de Vlaamse Radio 2 Top 30 en de Waalse hitlijst.

## Bezetting
- Joachim 'Daddes' Gaiser (Reutlingen, 12 december 1956 – 22 april 2004) was de zanger van de band. Reeds als kind werd hij in zijn ouderlijk huis bestendig muzikaal gesmeed. In 1973 formeerde hij zijn eerste band The Barbing Rocks. Drie jaar later formeerde hij de rockband Shakin Daddes Band, waarmee hij tot 2003 meer dan 600 liveoptredens afwerkte. Na zijn tussentijdse succes met Kiz werkte hij van 1987 tot 2003 als radiopresentator en muziekredacteur bij verschillende lokale zenders in Baden-Württemberg. Daarnaast organiseerde hij regelmatig revivalshows met bekende bands van de jaren '60 en '70. Vanaf het einde van de jaren '90 trad hij ook op als podiumauteur. Onder zijn artistieke leiding werd in 1977 in Hamburg de beatmusical Pico opgevoerd, waarin onder andere The Rattles en de actrice Isabel Varell optraden. In het daarop volgende jaar had hij in Reutlingen première met het theaterstuk Himmelsstürmer. In 1999 volgden het stuk Purzelbaum en de première van het muziektheaterstuk Schall und Rauch bij het Landestheater Tübingen. Zijn laatste muzikale project was het muziekcabaret-stuk Die Orbit-Kosaken, dat hij schreef en waarin hij tot aan zijn dood zelf meezong. Hij overleed aan de gevolgen van longkanker.
- Ulrich 'James' Herter (Reutlingen, 24 maart 1952) was de gitarist van de band.
- Thomas 'Stibbich' Dörr (Reutlingen, 24 maart 1963) was de drummer van de band. Hij kwam op 16-jarige leeftijd als drummer bij de band van Hubert Kah. Na zijn samenwerking met Herter speelde hij voor de bands Camouflage en Illi-Noize. Tegenwoordig is hij als kok en drumleraar werkzaam.
- Chutichai 'Schuti' Indrasen was de bassist van de band. De in Thailand geboren muzikant kwam in 1977 voor een tournee van zijn band naar Duitsland en besloot om zich in Reutlingen te vestigen.

## Discografie

### Singles
- 1982: Die Sennerin vom Königssee
- 1982: Mein Herz ist klein
- 1983: Reisefieber
- 1984: Wo sind meine Alpen

### Albums
- 1983: Vom Königssee in ferne Länder

## Tv-optredens
- 31 Januari 1983, ZDF-Hitparade met Dieter Thomas Heck, KIZ, Die Sennerin vom Königsee
- 7 Maart 1983, Vorsicht, Musik!, KIZ, Die Sennerin vom Königsee
- 22 Augustus 1983, ZDF-Hitparade met Dieter Thomas Heck, KIZ, Reisefieber
- 21 Januari 1984, Hits des Jahres '83, Die Superhitparade im ZDF met Dieter Thomas Heck, KIZ, Die Sennerin vom Königsee